# 萤窗异草
萤窗异草，款署长白浩歌子著撰。3篇12卷，共138篇与《聊斋志异》题材相同的笔记体小说。
光绪二年，上海申报馆開始刊行《萤窗异草》初编、二编、三编，每编四卷，总计故事138篇，达三十余万字，風格與《聊齋》相仿佛，“購者日眾，幾於無翼而飛”。作者不詳，署名长白浩歌子。
长白浩歌子的真實姓名有两种说法，但均無實據。一說长白浩歌子即大学士尹继善第六子尹慶蘭，另一說该书实为申报馆文人的假托之作。《萤窗异草》初编卷四有《狐妪》提及“辛未，大驾南巡”，可知作者確為乾隆年間人。另外《萤窗异草》涉及的地域涵盖了大清鼎盛時期的所有地區，从江南、辽东到云贵、新疆，作者必定游遍大江南北，了解各地風俗民情，二编卷一《辽东客》所谓“先大父宦沈阳”，作者幾可確定是滿清貴冑。學者戴不凡發現《聊斋剩稿》手抄本有三十一篇故事内容與《萤窗异草》幾完全相同，可知《聊斋剩稿》和《萤窗异草》是同一部作品。光绪初年以前，《萤窗异草》只以手抄本的形式存在。

## 书目
- 《萤窗异草》(清)长白浩歌子撰 重庆出版社 ISBN 7536631332